# 舛田山靖仁
舛田山 靖仁（ますだやま やすひと、1951年4月10日 - ）は、石川県七尾市出身で春日野部屋に所属した元大相撲力士。本名は舛田 茂（ますだ しげる）。身長187cm、体重152kg。最高位は東関脇（1983年9月場所）。引退後は年寄・千賀ノ浦→常盤山→千賀ノ浦、血液型はO型。

## 来歴
小学校時代は野球もやっていたが、中学時代から本格的に相撲を始め、高校時代には全国高等学校相撲選手権大会で優勝して、高校横綱となる。拓殖大学に進学すると、全国学生相撲選手権大会で決勝に残るなど活躍した。同大学卒業時には地元の金沢市役所への就職が内定していたが、それを蹴って大学卒業と同時に一番初めに誘いのあった春日野部屋へ入門。出羽海部屋に同音の増田という力士がいたため、本名に山を加えた「舛田山」の四股名で1974年3月場所に於いて幕下付出で初土俵を踏んだ。同期で、同じ大卒の出羽の花義貴（日本大学卒）がライバルであった。一説に四股名「舛田山」は後述の大怪我の影響でこの若名乗りからの改名の機会を失ったとされる。
以降、順調に番付を上げて行き、1975年1月場所で十両に昇進した。1975年7月場所7日目の取組で右かかとを骨折し、救急車で運ばれた際には「もう再起できない。終わったな。いつやめようか」と観念したといい、再雇用期間満了の際の取材で「今もボルトが入っている」と答える程の重傷であった。十両で苦労したが、1976年11月場所にて新入幕を果たした。直前の9月場所は十両西6枚目で9勝6敗、本来なら入幕できるような成績ではないが、この場所は引退する幕内力士が多かったため、幸運にも入幕することができた。
立合いに当たっておっつけからの突き押しが得意。長らく平幕に甘んじていたが、1980年5月場所では11勝4敗と大勝ちし敢闘賞を獲得、同年11月場所では横綱・若乃花から金星を獲得して殊勲賞を受賞。翌1981年1月場所では、小結に昇進した。しかし同年9月場所で左足の腿腱筋を断裂し、十両に陥落した。この頃から攻めが弱くなり苦労したが、徹底的に叩く相撲を取るようになり復調し、1982年7月場所にて再入幕を果たすと、相手を突きや右のど輪押しで起こし、相手が攻め返そうとする端を叩く取り口で再び上位に進出、1983年7月場所では再度小結に昇進し、9日目に横綱・千代の富士を得意の叩きからの引き落としで破った。この場所では8勝7敗と勝ち越して2回目の殊勲賞を受賞、翌場所では最高位となる関脇まで番付を上げた。当時対戦相手から「分かっていても喰ってしまう」と嘆かせる名人芸であった。その後も幕内上位で相撲を取り続け、1985年5月場所を最後に十両に陥落。
以後は再入幕を目指して十両で相撲を取り続け、1987年7月場所では36歳3ヶ月で十両優勝(現在でも最年長記録)を果たし、翌場所で十両筆頭まで昇進したものの負け越し。結局幕内には戻れず、1989年7月場所限りで現役を引退した。若い頃によく稽古をしていたことが体の硬い欠点を補い、力士としての寿命を長持ちさせたといえよう。
引退後は年寄・千賀ノ浦を襲名し、春日野部屋の部屋付きの親方として後進の指導に当たったが、2004年9月場所後に分家独立して千賀ノ浦部屋を開設した。当初は同郷で拓殖大学の後輩でもある栃乃洋を連れて独立するはずだったが、年寄名跡を手当てすることができず移籍を断念した。その代わりに同じく拓殖大学の後輩の栃の山ら4名の内弟子を引き連れ、その後も舛光理（中央大学出身）、拓錦（拓殖大学出身）、舛名大（名古屋大学出身）など将来性豊かな学生力士を次々と入門させるなど部屋経営に尽力した。2007年の能登半島地震にあたって、弟子らとともに故郷を慰労のため訪問、被災者にちゃんこ鍋を振る舞う姿がテレビで報道された。前述のように現役末期は叩きを持ち味としていたが、テレビ解説では「若ノ鵬は叩く相撲が多いから人気が出ない」などと発言していた。2010年9月場所に舛ノ山が関取昇進を果たし、これが千賀ノ浦部屋初の子飼い関取となった。
2012年の改選で理事に当選し、名古屋場所担当部長に就任。2014年の改選でも引き続き同様の地位と職務を与えられた。2016年2月23日、患っていた癌を手術。3月30日発表の職務分掌では役員待遇委員となった。同年4月10日の停年（満65歳）を前に、貴乃花部屋付きの常盤山親方（元小結・隆三杉）と名跡交換した上で部屋を譲り、自身は片男波部屋付きの楯山親方（元関脇・玉ノ富士）以来2人目となる5年間の再雇用制度の適用も認められた。4月8日付で名跡交換が行われ、年寄・常盤山を襲名。定年会見では舛ノ山が関取第1号となった2010年11月場所を最高の思い出に挙げ「自分が十両に上がった時よりもうれしかった」と感慨に浸った。同じ記者会見では、40年以上を過ごした相撲界を「入って良かった。市役所に入っていたら、もう定年で終わっている。考えただけでゾッとしますよ」とも笑った。尚、平成元年を現役力士として迎えた年寄が日本相撲協会の停年を迎えたのは自身が初であった。
年寄「常盤山」襲名後は、貴乃花一門に移籍、千賀ノ浦部屋に所属して、協会嘱託（再雇用）の部屋付き親方として指導した。2018年5月、貴乃花一門から離脱の意向であると報道された。同年9月には元貴乃花一門の年寄ら(阿武松、不知火、音羽山、千賀ノ浦、大嶽、湊、錣山、立田川)とともに二所ノ関一門に加入することが二所ノ関一門会で承認された。
2020年11月26日に元隆三杉と再び名跡を交換して元の千賀ノ浦に戻った（これに伴い千賀ノ浦部屋が常盤山部屋に改称された）。2021年4月9日付で嘱託任期満了を迎えた。再雇用制度が始まってから初の嘱託任期満了による退職であった。嘱託任期満了に際して、「次期大関」の期待が上がる元弟子の隆の勝に、「（コロナ禍で）出稽古ができないけど、白鵬や照ノ富士みたいな四つ相撲の上位の人にも胸を借りて力をつけてほしいね。泥んこにならないと成果は出ない。お茶漬けを食ったような稽古じゃなくて、こってりした唐揚げみたいな稽古をしてほしいね」と独特な言い回しでエールを送った。

## 主な成績・記録
- 通算成績：626勝671敗42休 勝率.483
- 幕内成績：313勝387敗5休 勝率.447
- 現役在位：93場所
- 幕内在位：47場所
- 三役在位：4場所（関脇1場所、小結3場所）
- 三賞：3回
  - 殊勲賞：2回（1980年11月場所、1983年7月場所）
  - 敢闘賞：1回（1980年5月場所）
- 金星：1個（若乃花1個）
- 各段優勝
  - 十両優勝：1回 (1987年7月場所)

### 場所別成績
| | 一月場所 初場所（東京） | 三月場所 春場所（大阪） | 五月場所 夏場所（東京） | 七月場所 名古屋場所（愛知） | 九月場所 秋場所（東京）  | 十一月場所 九州場所（福岡） |
| --- | ----------------------- | ----------------------- | ----------------------- | --------------------------- | ------------------------ | --------------------------- |
| 1974年 （昭和49年） | x                       | 幕下付出60枚目 5–2      | 東幕下39枚目 6–1        | 西幕下14枚目 5–2            | 東幕下5枚目 5–2          | 東幕下2枚目 6–1             |
| 1975年 （昭和50年） | 西十両11枚目 9–6        | 東十両7枚目 8–7         | 西十両4枚目 6–9         | 東十両7枚目 5–3–7           | 東十両13枚目 休場 0–0–15 | 東十両13枚目 5–10           |
| 1976年 （昭和51年） | 西幕下6枚目 5–2         | 西幕下2枚目 5–2         | 東十両13枚目 9–6        | 東十両7枚目 8–7             | 西十両6枚目 9–6          | 西前頭13枚目 8–7            |
| 1977年 （昭和52年） | 東前頭9枚目 8–7         | 東前頭4枚目 5–10        | 東前頭10枚目 6–9        | 東前頭13枚目 8–7            | 西前頭10枚目 8–7         | 東前頭9枚目 8–7             |
| 1978年 （昭和53年） | 東前頭7枚目 6–9         | 東前頭11枚目 9–6        | 東前頭6枚目 8–7         | 東前頭3枚目 5–10            | 西前頭7枚目 5–10         | 東前頭13枚目 9–6            |
| 1979年 （昭和54年） | 西前頭5枚目 6–9         | 西前頭7枚目 6–9         | 西前頭10枚目 8–7        | 西前頭8枚目 6–9             | 東前頭13枚目 10–5        | 西前頭5枚目 5–10            |
| 1980年 （昭和55年） | 西前頭10枚目 3–12       | 東十両5枚目 11–4        | 西前頭13枚目 11–4 敢    | 東前頭3枚目 5–10            | 西前頭9枚目 8–7          | 東前頭3枚目 9–6 殊★         |
| 1981年 （昭和56年） | 東小結 5–10             | 西前頭3枚目 8–7         | 西前頭筆頭 6–9          | 東前頭5枚目 5–10            | 東前頭9枚目 3–7–5        | 西十両4枚目 休場 0–0–15     |
| 1982年 （昭和57年） | 西十両4枚目 6–9         | 西十両8枚目 9–6         | 東十両4枚目 10–5        | 西前頭13枚目 8–7            | 西前頭9枚目 9–6          | 西前頭3枚目 6–9             |
| 1983年 （昭和58年） | 東前頭6枚目 8–7         | 西前頭筆頭 6–9          | 西前頭3枚目 8–7         | 西小結 8–7 殊               | 東関脇 3–12              | 東前頭5枚目 8–7             |
| 1984年 （昭和59年） | 西小結 3–12             | 西前頭6枚目 6–9         | 西前頭11枚目 9–6        | 西前頭5枚目 6–9             | 東前頭10枚目 8–7         | 西前頭5枚目 6–9             |
| 1985年 （昭和60年） | 西前頭10枚目 8–7        | 西前頭6枚目 4–11        | 東前頭14枚目 2–13       | 西十両7枚目 9–6             | 東十両3枚目 8–7          | 東十両2枚目 8–7             |
| 1986年 （昭和61年） | 西十両筆頭 5–10         | 西十両7枚目 9–6         | 東十両3枚目 5–10        | 東十両9枚目 8–7             | 西十両5枚目 8–7          | 東十両4枚目 6–9             |
| 1987年 （昭和62年） | 東十両8枚目 9–6         | 東十両5枚目 9–6         | 東十両2枚目 5–10        | 西十両7枚目 優勝 11–4       | 東十両筆頭 5–10          | 東十両6枚目 9–6             |
| 1988年 （昭和63年） | 西十両3枚目 5–10        | 西十両7枚目 9–6         | 西十両3枚目 6–9         | 西十両7枚目 8–7             | 西十両6枚目 7–8          | 東十両8枚目 8–7             |
| 1989年 （平成元年） | 西十両4枚目 5–10        | 東十両11枚目 8–7        | 西十両8枚目 7–8         | 西十両10枚目 引退 4–11–0    | x                        | x                           |
| 各欄の数字は、「勝ち-負け-休場」を示す。 優勝 引退 休場 十両 幕下 三賞：敢=敢闘賞、殊=殊勲賞、技=技能賞 その他：★=金星 番付階級：幕内 - 十両 - 幕下 - 三段目 - 序二段 - 序ノ口 幕内序列：横綱 - 大関 - 関脇 - 小結 - 前頭（「#数字」は各位内の序列） |                         |                         |                         |                             |                          |                             |

## 幕内対戦成績
| 力士名   | 勝数 | 負数 | 力士名   | 勝数 | 負数 | 力士名      | 勝数 | 負数 | 力士名     | 勝数 | 負数 |
| -------- | ---- | ---- | -------- | ---- | ---- | ----------- | ---- | ---- | ---------- | ---- | ---- |
| 青葉城   | 10   | 12   | 青葉山   | 9    | 6    | 朝潮        | 8    | 8    | 旭国       | 0    | 1    |
| 旭富士   | 3    | 1    | 東洋     | 8    | 7(1) | 天ノ山      | 8    | 8    | 荒勢       | 1    | 5    |
| 板井     | 3    | 2    | 岩波     | 6    | 4    | 大潮        | 10   | 6    | 巨砲       | 3    | 16   |
| 大錦     | 7    | 8    | 大ノ海   | 3    | 0    | 大乃国      | 2    | 2    | 大登       | 2    | 2    |
| 大豊     | 3    | 3    | 魁輝     | 9    | 10   | 魁傑        | 2    | 5    | 影虎       | 1    | 1    |
| 北瀬海   | 4    | 3    | 北の湖   | 0    | 11   | 騏ノ嵐      | 0    | 1    | 霧島       | 3    | 1    |
| 麒麟児   | 4    | 9    | 蔵間     | 9    | 13   | 黒瀬川      | 5    | 6    | 黒姫山     | 5    | 5    |
| 高望山   | 3    | 7    | 琴ヶ梅   | 0    | 1    | 琴風        | 3    | 12   | 琴千歳     | 0    | 1    |
| 琴乃富士 | 2    | 1    | 琴若     | 2    | 9    | 小錦        | 0    | 3    | 斉須       | 2    | 2    |
| 蔵玉錦   | 5    | 4    | 逆鉾     | 1    | 1    | 佐田の海    | 5    | 3    | 嗣子鵬     | 3    | 2    |
| 陣岳     | 3    | 3    | 神幸     | 2    | 2    | 大旺        | 2    | 1    | 大豪       | 2    | 0    |
| 大觥     | 2    | 1    | 大受     | 1    | 2    | 太寿山      | 7    | 5    | 大徹       | 2    | 5    |
| 大竜川   | 0    | 1    | 隆の里   | 6    | 14   | 貴ノ花      | 3    | 1    | 隆三杉     | 3    | 3    |
| 高見山   | 7    | 16   | 多賀竜   | 6    | 4    | 谷嵐        | 2    | 3    | 玉輝山     | 6(1) | 4    |
| 玉ノ富士 | 1    | 3    | 玉龍     | 2    | 4    | 千代櫻      | 4    | 2    | 千代の富士 | 5    | 12   |
| 寺尾     | 0    | 1    | 出羽の花 | 9    | 11   | 闘竜        | 7    | 5    | 白竜山     | 0    | 1    |
| 羽黒岩   | 3    | 1    | 花乃湖   | 1    | 0    | 服部        | 0    | 1    | 播竜山     | 5    | 2    |
| 飛騨乃花 | 9    | 3    | 富士櫻   | 6    | 3    | 双津竜      | 4    | 5    | 鳳凰       | 10   | 6    |
| 北天佑   | 0    | 6    | 保志     | 0    | 1    | 増位山      | 3    | 5    | 三重ノ海   | 0    | 1    |
| 水戸泉   | 0    | 3    | 豊山     | 6    | 6    | 若獅子      | 6    | 4    | 若嶋津     | 1    | 7    |
| 若瀬川   | 3    | 2    | 若ノ海   | 1    | 2    | 若乃花(2代) | 2(1) | 2    | 若の富士   | 3    | 1    |
| 輪島     | 1(1) | 3    | 鷲羽山   | 1    | 13   |             |      |      |            |      |      |

## 改名歴
- 舛田山 茂（ますだやま しげる）1974年3月場所-1975年9月場所
- 舛田山 靖弘（- やすひろ）1975年11月場所-1976年7月場所
- 舛田山 靖仁（- やすひと）1976年9月場所-1989年7月場所（引退）

## 年寄変遷
- 千賀ノ浦 靖仁（ちがのうら やすひと）1989年7月-2016年4月
- 常盤山 靖仁（ときわやま -）2016年4月-2020年11月
- 千賀ノ浦 靖仁（ちがのうら -）2020年11月-2021年4月